# Estação Altufievo
Altufievo (em russo:  Алтуфьево) é uma estação terminal da linha Serpukhovsko-Timiriasevskaia (Linha 9) do Metro de Moscovo, na Rússia. Estação «Altufievo» está localizada após a estação «Bíbirevo».